# شاهان گوکباکار
شاهان گوکباکار (ترکی استانبولی: Şahan Gökbakar؛ زادهٔ ۲۲ اکتبر ۱۹۸۰) هنرپیشه اهل ترکیه است. او بازیگر اصلی سری فیلم‌های کمدی رجب ایودیک است. شاهان در ازمیر زاده شد و دوران تحصیل خود در رشته موسیقی و هنرهای بصری در دانشگاه بیلکنت طی‌کرد. گوکباکار علاوه بر سری فیلم های رجب ایودیک که بر پایه طنز ساخته شده و تاکنون هفت قسمت از آن بر روی پرده سینما رفته، در چندین فیلم سینمایی دیگر به نام‌های جلال و جِرٙن، بازاریابی عثمان و کیهان - که تماما در ژانر کمدی هستند - نیز نقش اول را بر عهده داشته است. تمام شخصیت‌های رجب، جلال، عثمان و کیهان کمدی و با همدیگر متفاوت هستند او بازیگر خوبی است .
شاهان گوکباکار متأهل است و در سال ۲۰۱۶ صاحب فرزند پسری شده است. او در همین سال در فیلم رجب ایودیک ۵ نیز بازی کرده‌است.
برادر کوچکتر شاهان، توگان گوکباکار، به کارگردانی فیلم‌های سینمایی مشغول است و به جز نخستین فیلمش با نام ژن، که در ژانر وحشت است، تمامی فیلم‌های دیگرش در ژانر کمدی هستند و شاهان گوکباکار نقش اول را به عهده داشته است. این دو برادر معمولا به صورت مشترک به نوشتن فیلمنامه و تهیه‌کنندگی فیلم‌های خود نیز مشغول هستند.

## فیلم های سینمایی
| سال            | فیلم            | شخصیت        | یادداشت |
| -------------- | --------------- | ------------ | --- |
| ۷ آوریل ۲۰۰۶   | جن              | بیمار ایزوله | Şahan Gökbakar, filmde misafir oyuncu olarak yer almıştır. |
| ۱۵ فوریه ۲۰۰۸  | رجب ایودیک      | رجب ایودیک   | |
| ۱۳ فوریه ۲۰۰۹  | رجب ایودیک ۲    | رجب ایودیک   | Film homofobik olduğu gerekçesiyle "Recep İvedik" karakteri 2009 Hormonlu Domates ödülüne, kadın hakları ve cinsiyet ihlalinde bulunduğu için 2008 yılında ise Altın Bamya'ya layık görülmüştür. 33,4 milyon {[[الگو:{{{1}}}\|{{{1}}}]]} gişe yapan film Türkiye'de 4.4 milyon kişi tarafından izlenmiştir. |
| ۱۲ فوریه ۲۰۱۰  | رجب ایودیک ۳    | رجب ایودیک   | |
| ۱۸ ژانویه ۲۰۱۳ | جلال و جرن      | جلال         | |
| ۲۱ فوریه ۲۰۱۳  | رجب ایودیک ۴    | رجب ایودیک   | |
| ۱۹ فوریه ۲۰۱۶  | بازاریابی عثمان | عثمان شاشماز | |
| ۱۶ فوریه ۲۰۱۷  | رجب ایودیک ۵    | رجب ایودیک   | |
| ۹ فوریه ۲۰۱۸   | کیهان           | کیهان        | |
| ۸ نوامبر ۲۰۱۹  | رجب ایودیک ۶    | رجب ایودیک   | |
| ۹ دسامبر ۲۰۲۲  | رجب ایودیک ۷    | رجب ایودیک   | |

## برنامه های تلویزیونی
- Dikkat Şahan Çıkabilir (tv8 ve atv) (۲۰۰۵)
- Leyt Nayt Şov: Kime Diyorum Ben (NTV) (۲۰۰۶)
- Zoka (tv8 ve Show TV) (۲۰۰۴)
- Kolay Gelsin (Kanal 1) (۲۰۰۸)
- Engin Jurnal (tv8)